# Caribbean Premier League 2013
Die Caribbean Premier League 2013 war die erste Saison dieser Twenty20-Meisterschaft. Sieger waren die Jamaica Tallawahs, die sich im Finale im Queen’s Park Oval mit 7 Wickets gegen die Guyana Amazon Warriors durchsetzten.

## Franchises und Stadien
In der Saison wurden die folgenden Stadien für die Austragung der Spiele verwendet. Halbfinale und Finale fanden in Port of Spain statt.
| Stadt         | Land                | Stadion                     | Kapazität |
| ------------- | ------------------- | --------------------------- | --------- |
| Bridgetown    | Barbados            | Kensington Oval             | 11.000    |
| Georgetown    | Guyana              | Providence Stadium          | 20.000    |
| Gros Islet    | Saint Lucia         | Beausejour Stadium          | 20.000    |
| Kingston      | Jamaika             | Sabina Park                 | 20.000    |
| North Sound   | Antigua und Barbuda | Sir Vivian Richards Stadium | 10.000    |
| Port of Spain | Trinidad und Tobago | Queen’s Park Oval           | 25.000    |

## Kaderlisten
Die Kader der Mannschaften wurden am 6. Juni 2013,  wobei es während der Saison noch zahlreiche Ergänzungen gab.
| Antigua Hawksbills | Barbados Tridents | Guyana Amazon Warriors | Jamaica Tallawahs | St Lucia Zouks | Trinidad and Tobago Red Steel |
| --- | --- | --- | --- | --- | --- |
| - Marlon Samuels (K) - Johnson Charles (wk) - Rahkeem Cornwall - Sheldon Cottrell - Jahmar Hamilton - Montcin Hodge - Justin Kemp - Anthony Martin - Dave Mohammed - Orlando Peters - Ricky Ponting - Kieran Powell - Kemar Roach - Ben Rohrer - Steven Smith - Devon Thomas - Gavin Tonge | - Kieron Pollard (K) - Azhar Mahmood - Devendra Bishoo - Carlos Brathwaite - Jonathan Carter - Kirk Edwards - Rayad Emrit - Shannon Gabriel - Jason Holder - Kyle Mayers - Ashley Nurse - Raymon Reifer - Shakib Al Hasan - Shoaib Malik - Dwayne Smith - Umar Akmal | - Ramnaresh Sarawan (K) - Chris Barnwell - Narsingh Doenarine - Tillakaratne Dilshan - James Franklin - Mohammad Hafeez - Trevon Griffith - Martin Guptil - Steven Jacobs - Keon Joseph - Lasith Malinga - Sunil Narine - William Perkins (wk) - Veerasammy Permaul - Denesh Ramdin (wk) - Krishmar Santokie - Lendl Simmons - Ronsford Beaton | - Chris Gayle (K) - Carlton Baugh (wk) - David Bernard - Jermaine Blackwood - Nkrumah Bonner - Akeem Dewar - Danza Hyatt - Nikita Miller - Muttiah Muralitharan - Vernon Philander - Andrew Richardson - Jacques Rudolph - Andre Russell - Kumar Sangakkara - Chadwick Walton (wk) - Ahmed Shehzad - Shaun Marsh - Ravi Rampaul | - Darren Sammy (K) - Tino Best - Andre Fletcher (wk) - Herschelle Gibbs - Kavem Hodge - Garey Mathurin - Misbah-ul-Haq - Albie Morkel - Nelon Pascal - Kenroy Peters - Dalton Polius - Liam Sebastien - Shane Shillingford - Devon Smith - Tamim Iqbal - Shivnarine Chandrerpaul - Luke Pomersbach | - Dwayne Bravo (K) - Samuel Badree - Adrian Barath - Sulieman Benn - Darren Bravo - Yannic Cariah - Kevon Cooper - Miguel Cummins - Fidel Edwards - Justin Guillen - Mahela Jayswardene - Delorn Johnson - Kevin O’Brien - Nicholas Pooran (wk) - Ross Taylor - Aaron Finch - Davy Jacobs |

## Gruppenphase
Tabelle
| Teams                         | Sp. | S | N | NR | P  | RR     |
| ----------------------------- | --- | - | - | -- | -- | ------ |
| Guyana Amazon Warriors        | 7   | 5 | 2 | 0  | 10 | +0.628 |
| Jamaica Tallawahs             | 7   | 5 | 2 | 0  | 10 | +0.162 |
| Barbados Tridents             | 7   | 4 | 3 | 0  | 8  | +1.069 |
| Trinidad and Tobago Red Steel | 7   | 3 | 4 | 0  | 6  | −0.647 |
| Antigua Hawksbills            | 7   | 2 | 5 | 0  | 4  | −0.151 |
| St Lucia Zouks                | 7   | 2 | 5 | 0  | 4  | −1.190 |

## Spiele
| 30. Juli Scorecard | Bridgetown | Barbados Tridents 169-5 (20) | – | St Lucia Zouks 152 (19.4) |
|                    |            | Barbados gewinnt mit 17 Runs |   |                           |

| 31. Juli Scorecard | Georgetown | Guyana Amazon Warriors 155-5 (20) | – | Trinidad and Tobago Red Steel 136-9 (20) |
|                    |            | Guyana gewinnt mit 19 Runs        |   |                                          |

| 1. August Scorecard | Bridgetown | Barbados Tridents 146-8 (20) | – | Antigua Hawksbills 134-8 (20) |
|                     |            | Barbados gewinnt mit 12 Runs |   |                               |

| 2. August Scorecard | Georgetown | Jamaica Tallawahs 117 (19.1) | – | Guyana Amazon Warriors 118-2 (14.3) |
|                     |            | Guyana gewinnt mit 8 Wickets |   |                                     |

| 3. August Scorecard | Bridgetown | Trinidad and Tobago Red Steel 52 (12.5) | – | Barbados Tridents 53-6 (8) |
|                     |            | gewinnt mit                             |   |                            |

| 4. August Scorecard | Georgetown | Antigua Hawksbills 117-7 (20) | – | Jamaica Tallawahs 120-3 (16.5) |
|                     |            | Jamaica gewinnt mit 7 Wickets |   |                                |

| 4. August Scorecard | Georgetown | Guyana Amazon Warriors 126-6 (20) | – | St Lucia Zouks 129-5 (19.3) |
|                     |            | St Lucia gewinnt mit 5 Wickets    |   |                             |

| 6. August Scorecard | Gros Islet | Antigua Hawksbills 166-6 (20) | – | St Lucia Zouks 133-8 (20) |
|                     |            | Antigua gewinnt mit 33 Runs   |   |                           |

| 7. August Scorecard | Port of Spain | Jamaica Tallawahs 146-6 (20) | – | Trinidad and Tobago Red Steel 141-5 (20) |
|                     |               | Jamaica gewinnt mit 5 Runs   |   |                                          |

| 8. August Scorecard | Gros Islet | Barbados Tridents 175-6 (20) | – | St Lucia Zouks 92 (17.5) |
|                     |            | Barbados gewinnt mit 83 Runs |   |                          |

| 9. August Scorecard | Port of Spain | Trinidad and Tobago Red Steel 159-4 (20) | – | Guyana Amazon Warriors 156-4 (20) |
|                     |               | Trinidad and Tobago gewinnt mit 3 Runs   |   |                                   |

| 10. August Scorecard | Gros Islet | St Lucia Zouks 142-7 (20)     | – | Jamaica Tallawahs 146-4 (17.3) |
|                      |            | Jamaica gewinnt mit 6 Wickets |   |                                |

| 11. August Scorecard | Port of Spain | Guyana Amazon Warriors 149-9 (20) | – | Barbados Tridents 122 (19.4) |
|                      |               | Guyana gewinnt mit 27 Runs        |   |                              |

| 11. August Scorecard | Port of Spain | Trinidad and Tobago Red Steel 169-6 (20)           | – | Antigua Hawksbills 132-8 (15) |
|                      |               | Trinidad and Tobago gewinnt mit 1 Run (D/L method) |   |                               |

| 13. August Scorecard | North Sound | Barbados Tridents 97-9 (20)   | – | Antigua Hawksbills 98-5 (19) |
|                      |             | Antigua gewinnt mit 5 Wickets |   |                              |

| 15. August Scorecard | Kingston | Guyana Amazon Warriors 139-6 (20) | – | Jamaica Tallawahs 134-8 (20) |
|                      |          | Guyana gewinnt mit 5 Runs         |   |                              |

| 15. August Scorecard | North Sound | St Lucia Zouks 179-4 (20)                 | – | Antigua Hawksbills 76-3 (10.4) |
|                      |             | St Lucia gewinnt mit 17 Runs (D/L method) |   |                                |

| 17. August Scorecard | Kingston | St Lucia Zouks 99-5 (20)                  | – | Trinidad and Tobago Red Steel 105-4 (17.5) |
|                      |          | Trinidad and Tobago gewinnt mit 6 Wickets |   |                                            |

| 17. August Scorecard | Kingston | Barbados Tridents 113-4 (20)  | – | Jamaica Tallawahs 114-4 (18.1) |
|                      |          | Jamaica gewinnt mit 6 Wickets |   |                                |

| 17. August Scorecard | North Sound | Antigua Hawksbills 166-6 (20) | – | Guyana Amazon Warriors 170-5 (20) |
|                      |             | Guyana gewinnt mit 5 Wickets  |   |                                   |

| 18. August Scorecard | Kingston | Trinidad and Tobago Red Steel 133-8 (20) | – | Jamaica Tallawahs 134-7 (20) |
|                      |          | Jamaica gewinnt mit 3 Wickets            |   |                              |

## Playoffs

### Halbfinale
| 22. August Scorecard | Port of Spain | Trinidad and Tobago Red Steel 103 (19.3) | – | Guyana Amazon Warriors 107-3 (16.2) |
|                      |               | Guyana gewinnt mit 7 Wickets             |   |                                     |

| 23. August Scorecard | Port of Spain | Barbados Tridents 148-6 (20)  | – | Jamaica Tallawahs 152-3 (18.3) |
|                      |               | Jamaica gewinnt mit 7 Wickets |   |                                |

### Finale
| 24. August Scorecard | Port of Spain | Guyana Amazon Warriors 128-5 (20) | – | Jamaica Tallawahs 129-3 (17.3) |
|                      |               | Jamaica gewinnt mit 7 Wickets     |   |                                |

## Statistiken

### Runs
Die meisten Runs der Saison wurden von den folgenden Spielern erzielt:
| Spieler        | Mannschaft             | Innings | Runs | Average | HS  | 100s | 50s |
| -------------- | ---------------------- | ------- | ---- | ------- | --- | ---- | --- |
| Shoaib Malik   | Barbados Tridents      | 8       | 272  | 34,00   | 78  | 0    | 1   |
| Lendl Simmons  | Guyana Amazon Warriors | 9       | 266  | 38,00   | 67* | 0    | 1   |
| Andre Fletcher | St Lucia Zouks         | 7       | 238  | 39,66   | 76  | 0    | 2   |
| Chris Gayle    | Jamaica Tallawahs      | 9       | 234  | 29,25   | 51  | 0    | 1   |
| James Franklin | Guyana Amazon Warriors | 8       | 203  | 50,75   | 60* | 0    | 1   |

### Wickets
Die meisten Wickets der Saison wurden von den folgenden Spielern erzielt:
| Spieler           | Mannschaft             | Overs | Wickets | Average | BBI  | 5W |
| ----------------- | ---------------------- | ----- | ------- | ------- | ---- | -- |
| Krishmar Santokie | Guyana Amazon Warriors | 35.1  | 16      | 13,68   | 3/19 | 0  |
| Shakib Al Hasan   | Barbados Tridents      | 25.0  | 11      | 12,90   | 6/6  | 1  |
| Marlon Samuels    | Antigua Hawksbills     | 27.0  | 10      | 13,60   | 3/10 | 0  |
| Ashley Nurse      | Barbados Tridents      | 21.5  | 10      | 13,70   | 4/28 | 0  |
| Rayad Emrit       | Barbados Tridents      | 24.0  | 10      | 14,40   | 3/19 | 0  |